# Engystomops coloradorum
Espèce
Synonymes
- Physalaemus coloradorum Cannatella & Duellman, 1984

Statut de conservation UICN

 DD  : Données insuffisantes
Engystomops coloradorum est une espèce d'amphibiens de la famille des Leptodactylidae.

## Distribution
Cette espèce est endémique d'Équateur. Elle se rencontre jusqu'à 800 m d'altitude dans les provinces du Guayas et de Manabí,.

## Étymologie
Cette espèce est nommée en l'honneur des indiens Colorados.

## Publication originale
- Cannatella & Duellman, 1984 : Leptodactylid Frogs of the Physalaemus pustulosus Group. Copeia, vol. 1984, no 4, p. 902-921.